# Meister von Laufen

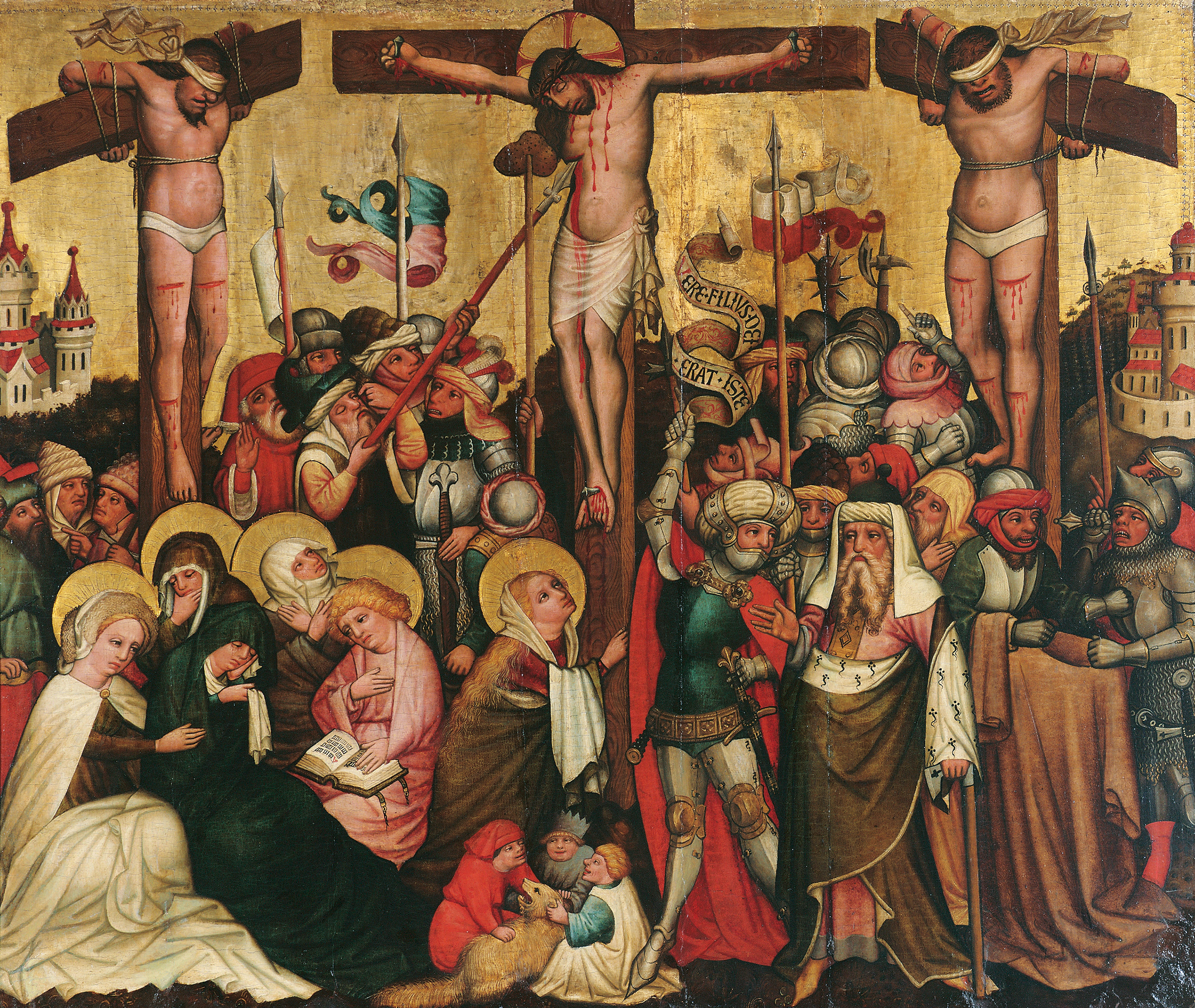
Kreuzigung Christi, Kunsthistorisches Museum

Als Meister von Laufen wird ein mittelalterlicher Maler bezeichnet, der von ungefähr 1435 bis 1465 im Salzburger Raum tätig war.  Der namentlich nicht bekannte Maler erhielt seinen Notnamen nach seinem Bild einer Kreuzigung, aus dem  Pfarrhof (Dechanthof) von Laufen an der Salzach. Das 129 cm hohe und fast zwei Meter breite Tafelbild  zeigt vor goldenem Grund Maria und Johannes unter dem Kreuz. Es stellt in kräftigen Farben die Figuren in ihrer echten Trauer dar und hat sich damit von der zuvor noch üblichen schemahaften Darstellung idealisierter Heiligenfiguren in Richtung eines realistischen Stils weiterbewegt. Das Werk des Meisters von Laufen ist damit ein Beispiel des Überganges des Weichen Stils in der Malerei der Region hin zu einem von den niederländischen Malern seiner Zeit beeinflussten Arbeiten. 
Dem Meister von Laufen sind noch einige wenige andere Werke zugeordnet, darunter eine zweite Kreuzigung in kleinerem Format im Stift St. Florian.
Der Meister von Laufen steht stilistisch dem Meister des Halleiner Altars sehr nahe. Ein Tafelbild der Helena-Legende wird alternativ unter dem Namen beider Meister geführt. Auch stehen sich der Meister von Laufen und der Maler eines Altares in Altmühldorf nahe, der ebenfalls eine Kreuzigung darstellt.

## Werke (Auswahl)
- Kreuzigung, 1433/1435, Pfarrhof Laufen,
- Helena-Legende, um 1440/45, Joanneum, Graz
- Kreuzigung, um 1440/50, Stift St. Florian
- Kreuztragung Christi, 1445/1450, Belvedere, Wien
- Kreuzigung Christi, 1445/1450, Belvedere, Wien